# Бикендорф
Бикендорф (њем. Bickendorf) општина је у њемачкој савезној држави Рајна-Палатинат. Једно је од 235 општинских средишта округа Ајфелкрајс Битбург-Прим. Према процјени из 2010. у општини је живјело 474 становника. Посједује регионалну шифру (AGS) 7232014.

## Географски и демографски подаци
Бикендорф се налази у савезној држави Рајна-Палатинат у округу Ајфелкрајс Битбург-Прим. Општина се налази на надморској висини од 299 метара. Површина општине износи 5,5 km².

## Становништво
У самом мјесту је, према процјени из 2010. године, живјело 474 становника. Просјечна густина становништва износи 86 становника/km².